# Vibrissina leibyi
Vibrissina leibyi är en tvåvingeart som först beskrevs av Townsend 1916.  Vibrissina leibyi ingår i släktet Vibrissina och familjen parasitflugor. Inga underarter finns listade i Catalogue of Life.